# Abdoulaye Yéro Baldé
Pour les articles homonymes, voir Abdoulaye Baldé et Baldé.
Abdoulaye Yéro Baldé, né en 1965 à Gagnoa en Côte d'Ivoire, est un économiste et homme politique guinéen.

## Biographie
Professeur d'économie à l’université de Conakry entre 1997 à 1999, Abdoulaye Yéro a auparavant occupé le poste du 1er vice-gouverneur de la Banque centrale de la république de Guinée BCRG, Vice Président Finance à Global Alumina à New York puis directeur Financement Projet à Guinea Alumina Corporation GAC (Dubal et Mubadala).
De 1996 à 2002, A. Yéro Baldé occupe un poste d’économiste à la Banque mondiale où il travaille à la conception et la mise en œuvre d’opérations macroéconomiques et de programmes de développement.
Il est ministre de l'Enseignement supérieur nommé par Alpha Condé, mais démissionne de son poste pour manifester son opposition à l'initiative du Président de modifier la Constitution pour permettre de se représenter à un troisième mandat.

## Hommages
Le nom d'Abdoulaye Yéro Baldé est donné à la 11e promotion de l'Institut supérieur de technologie de Mamou (IST), sortie en juin 2019.